# マミーソース
マミーソースは、高知県のソース。製造量が少なく、「幻のソース」と称される。
マミーソースを考案した大竹屋商事は、明治4年頃に創業した安芸市の企業である。もともとは醤油や味噌の醸造を行っていたが、日本人の食生活の変化に伴い醤油の需要が低下。1958年に後継者がソースに商品転換を図った。独学と試行錯誤で作り上げたサンプルをお好み焼き店やたこ焼き店に持ち込んで味見してもらい、1965年頃に完成した商品を売り出した。2005年時点ではウスターとトンカツの2種類があった。手作業で作られ、量産が困難なため、高知市のお好み焼き店など約100店舗（2005年時点）への販売が行われるのみだが、わざわざ買いに来る一般客もいたという。
しかし後継者がいなかったため、マミーソースは近所の内装職人が2008年1月に設立したダイギク醤油に引き継がれることになった。ダイギク醤油はターゲットを家庭や観光客向けに変更、2015年にはうま辛を製品に加えた。当初は大竹屋商事時代と同様ウスターとトンカツの2種類であったが、のちに「うま辛」「おこのみ」を主力商品としている。